# Bistum Birmingham
Das Bistum Birmingham (lateinisch Dioecesis Birminghamiensis) ist eine in den Vereinigten Staaten gelegene römisch-katholische Diözese mit Sitz in Birmingham, Alabama.

## Geschichte

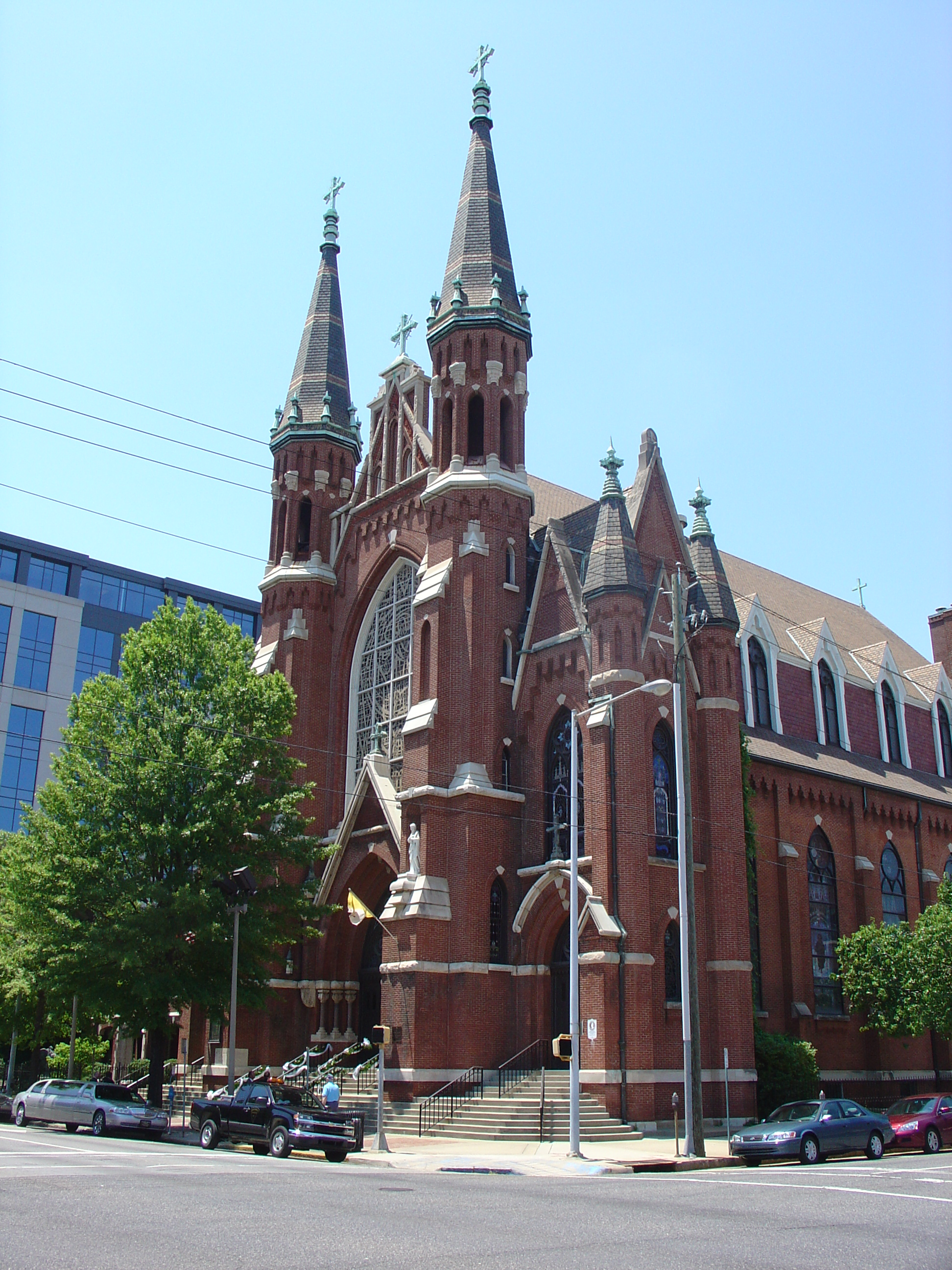
Cathedral of Saint Paul in Birmingham

Das Bistum Birmingham entstand am 28. Juni 1969 infolge der Teilung des Bistums Mobile-Birmingham und wurde dem Erzbistum New Orleans als Suffraganbistum unterstellt. Am 29. Juli 1980 wurde das Bistum Birmingham dem Erzbistum Mobile als Suffraganbistum unterstellt.

## Territorium
Das Bistum Birmingham umfasst die im Bundesstaat Alabama gelegenen Gebiete Bibb County, Blount County, Calhoun County, Chambers County, Cherokee County, Chilton County, Clay County, Cleburne County, Colbert County, Coosa County, Cullman County, DeKalb County, Etowah County, Fayette County, Franklin County, Greene County, Hale County, Jackson County, Jefferson County, Lamar County, Lauderdale County, Lawrence County, Limestone County, Madison County, Marengo County, Marion County, Marshall County, Morgan County, Perry County, Pickens County, Randolph County, St. Clair County, Shelby County, Sumter County, Talladega County, Tallapoosa County, Tuscaloosa County, Walker County und Winston County.

## Bischöfe von Birmingham
- Joseph Gregory Vath, 1969–1987
- Raymond James Boland, 1988–1993, dann Bischof von Kansas City-Saint Joseph
- David Edward Foley, 1994–2005
- Robert Joseph Baker, 2007–2020
- Steven John Raica, seit 2020